# Elmera racemosa

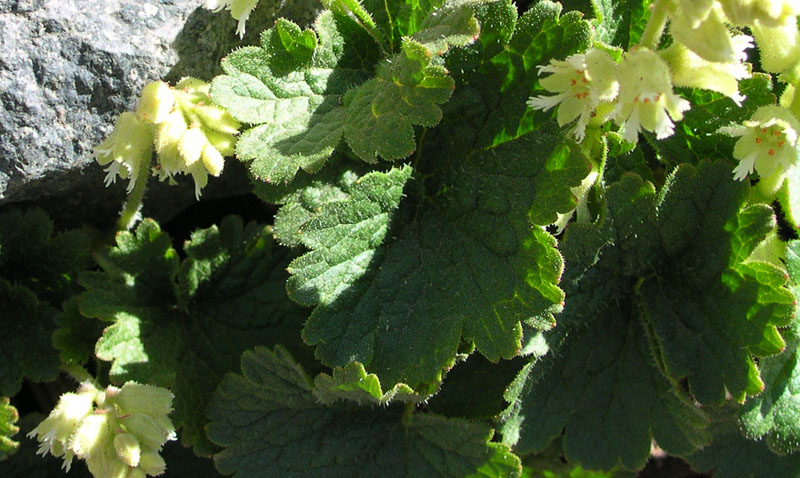

Elmera racemosa – gatunek roślin z monotypowego rodzaju Elmera Rydberg, N. Amer. Fl. 22: 97. 18 Dec 1905 należącego do rodziny skalnicowatych. Występuje w górach północno-zachodniej części Ameryki Północnej, gdzie rośnie na skalistych stokach i urwiskach na wysokościach od 1500 do 2800 m n.p.m. Nazwa naukowa upamiętnia botanika Adolpha Daniela Edwarda Elmera (1870-1942).

## Morfologia
PokrójByliny bez kłącza, z łodygami ulistnionymi, wyprostowanymi, osiągającymi do 35 cm wysokości. Pęd dość rzadko, gruczołowato owłosiony.
LiścieZarówno odziomkowe, jak i łodygowe (2–3), przy czym im wyżej wyrastają w górze pędu tym są mniejsze. Liście ogonkowe (ogonek do 10 cm długości). Blaszka liściowa o średnicy do 3 cm, owalna lub szeroko nerkowata, z niewielkimi 5–9 klapami, u nasady sercowata, na wierzchołku tępa, na brzegach karbowana. Użyłkowanie liścia dłoniaste.
KwiatyZebrane po 10–28 w grona. Kwiaty z hypancjum zielonym do białego i kremowego, przyrośniętym do zalążni do 1/4 jej wysokości. Żółtozielonych działek kielicha jest zwykle 5. Płatki korony są białe do kremowych. Pręcików jest 5. Zalążnia jest jednokomorowa, z dwoma szyjkami słupka i zwieńczona dwoma znamionami.
OwoceTorebka z dwoma dzióbkami. Nasiona są elipsoidalne, ciemnobrązowe.

## Systematyka
Pozycja systematyczna według Angiosperm Phylogeny Website (aktualizowany system APG IV z 2016)
Gatunek należy do monotypowego rodzaju Elmera Rydberg, N. Amer. Fl. 22: 97. 18 Dec 1905 z rodziny skalnicowatych (Saxifragaceae).